# ワールド・ハーベスト・ラジオ
ワールド・ハーベスト・ラジオ（英語：World Harvest Radio）はアメリカ合衆国インディアナ州サウスベンドに本拠を置く宗教放送組織ファミリー・ブロードキャスティング・コーポレーションのラジオ部門である。

## 放送
送信設備ごとに分けられた以下の6つの系統で短波を中心に衛星放送も行われている。また、下記公式サイトよりインターネットで聴取することもできる。2019年11月10日現在。

### WHRI-ANGEL 1
送信機所在地：Cypress Creek,South Carolina USA
- 北緯32度41分3秒 西経81度7分50秒 / 北緯32.68417度 西経81.13056度

送信機：
- (2)Brown Boveri SK55,500kW
- (1)Harris SW100B,100kW

アンテナ・モデル／利得
- (10)T.C.I.-611 Dipole Curtain
- (2)Thomcast Dipole Curtain / 30,60 million watts ERP
- Satellite Audio Carrier: Angel 1 - Galaxy 16,Transponder 15

ターゲットエリア：
- 北米・中米・南米・アフリカ・オーストラリア・ニュージーランド

### WHRI-ANGEL 2
送信機所在地：Cypress Creek,South Carolina USA
- 北緯32度41分3秒 西経81度7分50秒 / 北緯32.68417度 西経81.13056度

送信機：
- Brown Boveri SK55

アンテナ・モデル／利得
- (10)T.C.I.-611 Dipole Curtain
- (2)Thomcast Dipole Curtain / 30,60 million watts ERP
- Satellite Audio Carrier: Angel 2 - Galaxy 16,Transponder 15

ターゲットエリア：
- 北米・ヨーロッパ・ロシア・中東

### WHRI-ANGEL 6
送信機：
Harris SW-100B
- 送信アンテナ：
- (2)T.C.I. 611 Dipole Curtain
- 送信アンテナ出力：不明
- 送信アンテナ所在地：不明
- Azimuth(方位角)：不明
- Satellite Audio Carrier:不明

ターゲットエリア：
北米

## 日本語放送
日本語放送はアメリカ合衆国のマイアミにあるWRMIより下記の時間帯・周波数で行われている（2023年1月現在、以前はパラオのAngelやウズベキスタンのタシュケント 3から送信されていた）。

### 主の再臨に備えて(Preparing for Jesus)
| 放送時間(JST)              | 周波数  |
| 毎週火・木曜日 19:00-20:00 | 5850kHz |

- JST＝UTC+9

- セブンスデー・アドベンチスト改革運動（セブンスデー・アドベンチスト教会の分派）に属するミシシッピー州在住の波平三枝子(なみひら みえこ)が、ほとんど個人で番組制作している。
- 健康法に時間の多くを割き、クリスマスをサタンの所業として否定するなど、独自色の強い内容。→ 『主の再臨に備えて』（英語）、旧『主の再臨に備えて』（Web Archive、英語）
- 2009年5月まで、張元俊（ネヘミヤ張、韓国人宣教師）による、日本制作の『福音の宝』も併存していた。→  『セブンスデー・アドベンチスト改革運動』（日本語）
- 以前あった、日曜日と木曜日、火曜日の番組は廃止されている。
- 現在は、アメリカ合衆国・マイアミから送信されている。2023年1月現在。（以前はコールサイン T8WHで、パラオから送信されていた）。
- 送信スケジュールは、以下のリンクにエクセルファイルの「WRMI SYSTEM F schedule」を参照。

https://docs.google.com/spreadsheets/d/13Hra1coQGQAKDzn8QGeAqPuXbvFsn7umGzESGJQUx5k/edit#gid=0